# Villa Arejo
Villa Arejo ist eine Ortschaft in Uruguay.

## Geographie
Sie befindet sich im Westen des Departamento Canelones in dessen Sektor 1. Villa Arejo liegt dabei südöstlich der Departamento-Hauptstadt Canelones, südwestlich von Santa Rosa, östlich von Juanicó sowie Barrio Remanso und nordwestlich von Sauce. An der Ostseite Villa Arejos führt der Arroyo Canelón Chico vorbei, in den nordöstlich der Ortschaft der Bach Marichal rechtsseitig mündet.

## Infrastruktur
Durch die Stadt führt in Nord-Süd-Richtung die Ruta 32.

## Einwohner
Die Einwohnerzahl von Villa Arejo beträgt 147. (Stand: 2011)
| Jahr | Einwohner |
| ---- | --------- |
| 1963 | 41        |
| 1975 | 36        |
| 1985 | 230       |
| 1996 | 407       |
| 2004 | 119       |
| 2011 | 147       |

Quelle: Instituto Nacional de Estadística de Uruguay